# Unionicola figuralis
Unionicola figuralis är en kvalsterart som först beskrevs av Koch 1836.  Unionicola figuralis ingår i släktet Unionicola och familjen Unionicolidae. Arten är reproducerande i Sverige. Inga underarter finns listade i Catalogue of Life.